# AS Police FC
Der AS Police FC ist ein Fußballverein aus Porto-Novo, Benin. Aktuell spielt der Verein in der ersten Liga, im Championnat National du Benin. Hier tritt man in der Zone C an. 
Der Verein untersteht der örtlichen Polizei in Porto-Novo und spielt erst seit 2012 in der Benin Premier League. Größter Erfolg war 2014 der Sieg im Benin Cup. Damit qualifizierten sie sich erstmals für den afrikanischen Wettbewerb. Dort scheiterten sie am ghanaischen Verein Hearts of Oak SC knapp.

## Erfolge
- Beninischer Pokalsieger: 2014

## Stadion
Der Verein trägt seine Heimspiele im Stade Cotonou II in Porto-Novo aus. Das Stadion hat ein Fassungsvermögen von 6000 Personen.

## Statistik in den CAF-Wettbewerben
| Wettbewerb                 | Runde         | Gegner           | Hinspiel | Rückspiel |  |
| -------------------------- | ------------- | ---------------- | -------- | --------- |  |
|                            |               |                  |          |           |  |
| CAF Confederation Cup 2015 | Qualifikation | Hearts of Oak SC | 0:1 (A)  | 0:0 (H)   |  |